# Cafuné (banda)
Cafuné é uma dupla norte-americana de indie pop formada em 2014 pela cantora e compositora Sedona Schat e pelo produtor Noah Yoo. Os dois se conheceram na Universidade de Nova Iorque. O single deles, "Tek It", do álbum de estreia Running (2021), viralizou, e eles foram subsequentemente contratados pela Elektra Records em 2022.

## História
Noah Yoo foi criado em Fairfax, Virgínia, onde cresceu tocando violino e, mais tarde, guitarra em bandas de colégio. Ele e Sedona Schat começaram a frequentar o Clive Davis Institute na New York University em 2012, onde se conheceram e criaram um vínculo pela apreciação mútua da banda Two Door Cinema Club.
Sedona Schat cresceu em Gardnerville, Nevada, onde se formou na Douglas High School. Sua família possui uma cadeia de padarias na costa oeste, Schat's Bakeries. Ela descobriu seu amor pela música na juventude e era conhecida por suas apresentações locais antes de se mudar para Nova York para a faculdade.
No segundo ano da faculdade, Noah Yoo trabalhou em uma das músicas de Sedona Schat. Cafuné começou como um projeto paralelo para ambos no ano seguinte, quando Yoo morou brevemente com Schat. Yoo também trabalhou como membro da equipe do site Pitchfork. Tanto Yoo quanto Schat participaram de uma sessão de Masterclass com Pharrell Williams, entre outros estudantes selecionados do CDI, realizada na New York University Tisch School of the Arts em 2016.
Cafuné lançou seu single de estreia, "Letting Go", em 2014. Eles lançaram seu EP de estreia, "Love Songs for Other People", em 2015. "Running", seu álbum de estreia, foi escrito e produzido pela dupla em suas casas ao longo de vários anos, gravado durante a pandemia de COVID-19 em 2020, e lançado em 20 de julho de 2021 através de seu próprio selo, Aurelians Club. A música "reconsider" foi mixada por Kyle Pulley no Headroom Studios. O álbum apresentou os singles "High", "Want Me Out" e "Tek It", sendo que o último viralizou no TikTok no início de 2022 devido ao seu uso em edições de anime e outras tendências na plataforma, o que levou a Elektra Records a contratar a dupla em junho de 2022. Eles abriram shows para Chvrches em sua turnê de verão de 2022.
"Tek It" foi sampleada por Lil Uzi Vert para sua faixa "Red Moon", lançada em 25 de dezembro de 2023. Naquele ano, a dupla lançou dois novos EPs: "Love Songs for the End" em outubro, e sua continuação, "Versions for the End", em dezembro.
Em 28 de maio de 2025, a banda lançou seu novo single, "e-Asphyxiation", juntamente com o anúncio de um novo álbum, "Bite Reality", programado para ser lançado em 12 de setembro de 2025.

Segundo a dupla o nome da banda vem da mesma palavra em português brasileiro;
[Cafuné] é [uma palavra do] português brasileiro para o ato de acariciar ou passar as mãos nos cabelos de uma pessoa amada. Noah estava dizendo ontem à noite que a coisa mais legal sobre isso é a ideia de que a cultura é tão emocionalmente inteligente que eles têm uma palavra para esse gesto. Uma que não temos em inglês.

## Estilo musical
A música do Cafuné tem sido descrita como alt-pop, indie pop, dream pop e indie rock. As primeiras produções da dupla eram mais voltadas para o electropop e synth-pop, e seu som se tornou mais orientado para o rock depois de tocarem em diversos shows universitários.